# ジョナサン・ハーヴェイ (作曲家)
ジョナサン・ハーヴェイ（またはハーヴィ、Jonathan Harvey, 1939年5月3日 - 2012年12月4日）は、英国の現代音楽の作曲家。

## 略歴
```
サットン・コールドフィールド
出身。
ケンブリッジ大学
セントジョンズ・カレッジにて
エルヴィン・シュタイン
と
ハンス・ケラー
に師事した後、最終的に
Ph.D.
を取得。初期作品では、
シェーンベルク
や
ベルク
、
ブリテン
、
メシアン
の影響が入り混じっていた。
グラスゴー大学
大学院
に進学後に、
BBCスコティッシュ交響楽団
に
チェリスト
として入団した。この頃には
シュトックハウゼン
の音楽に興味を持つようになっていた。
1969年
にハークネス奨学金を得て
プリンストン大学
に留学し、
ミルトン・バビット
に出逢って多大な影響を受ける。
1980年代
には、
ブーレーズ
に招かれ、
IRCAM
での創作活動を続けた。
```

インペリアル・カレッジ・ロンドンの客員教授として音楽を指導しているほか、サセックス大学から名誉教授に任命されており、マレーシア人のタズル・イザン・タジュッディンも教えを受けた一人である。
2012年12月4日（火）、イースト・サセックス州ルイスで死去。運動ニューロン病を患っていた。73歳没。

## 作風
初期作品ではウェストミンスター寺院の鐘の音と少年の声を重ねた擬似児童合唱によるテープ作品など、IRCAMの電子音響技術を援用しながらも、キリスト教的美学に基づく作品を制作するが、近作ではオペラ『ワーグナーの夢』などに代表されるように仏教思想に基づく作品が多い。また、電子音響技術としてIRCAMの技術士ジルベール・ヌーノとのコラボレーションが多い（ヌーノはカイヤ・サーリアホのアシスタントとしても知られる）。ほとんどの作品を、フェイバー（Faber）社から出版している。

## 主要作品
- 弦楽四重奏曲第4番
- BHAKTI
- 打楽器協奏曲
- ワーグナーの夢